# Oltre le nuvole, il luogo promessoci
Oltre le nuvole, il luogo promessoci (雲のむこう、約束の場所?, Kumo no mukō, yakusoku no basho) è un film d'animazione del 2004 diretto da Makoto Shinkai.
Il film appartiene al genere fantascientifico delle ucronie.

## Trama

Sayuri in una scena del film

Il Giappone dopo la seconda guerra mondiale si è diviso in due parti, una sotto il controllo degli Stati Uniti e una legata all'Unione Sovietica. Negli anni novanta il paese si riunisce e soltanto Hokkaidō rimane occupata dai sovietici, i quali costruiscono una torre smisurata che è in realtà un'arma in grado di trasformare il mondo in un universo completamente differente.
Hiroki Fujisawa e Takuya Shirakawa, due amici all'ultimo anno di scuola media, stanno costruendo un aereo per realizzare il loro sogno di volare vicino alla Torre di Hokkaido, imponente costruzione visibile anche a molti chilometri di distanza. Sayuri Sawatari, compagna di classe dei due, inizia a frequentarli e si fa promettere che la porteranno con loro quando il velivolo sarà finalmente in grado di decollare.
Dopo le vacanze estive la ragazza però sparisce improvvisamente e i due amici prendono strade diverse: mentre Takuya lavora come fisico facendo ricerche su universi paralleli, Hiroki si iscrive a una scuola di Tokyo per allontanarsi dai luoghi che gli ricordano il suo passato e i sentimenti che prova per Sayuri. La ragazza intanto è ricoverata in ospedale all'insaputa degli amici per una grave forma di narcolessia, a causa della quale dorme ininterrottamente. Essa è in contatto diretto con la torre e le sue attività.

## Colonna sonora
La colonna sonora del film è stata raccolta nell'album Kumo no mukō, yakusoku no basho: Original Soundtrack (雲のむこう、約束の場所 オリジナル・サウンドトラック?), contenente 27 brani e pubblicata il 3 febbraio 2005 da Comix Wave.

### Tracce
1. Meintēma (メインテーマ?) – 1:30
2. Nichijō (日常?) – 2:26
3. Eki (駅?) – 1:35
4. Sayuri (サユリ?) – 0:48
5. Futari no keikaku (二人の計画?) – 1:46
6. Mōhitotsu no yume (もう一つの夢?) – 1:09
7. Kibō to akogare (希望と憧れ?) – 2:02
8. Tōi yakusoku (遠い約束?) – 1:31
9. Sayuri no senritsu (サユリの旋律?) – 1:57
10. Chōkō (兆候?) – 1:24
11. Muku (無垢?) – 1:09
12. Natsunoowari (夏の終わり?) – 1:09
13. Tankyū (探求?) – 1:50
14. Sekai no miru yume (世界の見る夢?) – 0:35
15. Daremoinai basho (誰もいない場所?) – 0:57
16. Kodoku (孤独?) – 3:57
17. Shūgeki ~ nemuri hime (襲撃～眠り姫?) – 1:52
18. Hitotoki no saikai (ひとときの再会?) – 5:06
19. Eien no natsu (永遠の夏?) – 1:45
20. Futari no kattō (二人の葛藤?) – 1:48
21. Sayuri no sekai (サユリの世界?) – 1:00
22. Takuya no ketsui (タクヤの決意?) – 2:19
23. Hiroki no senritsu (ヒロキの旋律?) – 1:13
24. Kaisen ~ verashīra (開戦～ヴェラシーラ?) – 1:36
25. Kumo no mukou, yakusoku no basho (雲のむこう、約束の場所?) – 3:59
26. Kimi no koe (きみのこえ?) – 5:39 – cantata da Ai Kawashima
27. Pairotto-ban 'kumo no mukou, yakusoku no basho' (パイロット版「雲のむこう、約束の場所」?) – 2:47

Durata totale: 54:49

## Distribuzione
Il film è stato pubblicato in Giappone su DVD nel novembre 2004 e successivamente è stato trasmesso sul network televisivo Animax. In Nord America è stato distribuito da ADV Films, titolare della licenza della versione inglese. In Germania, la pubblicazione è stata effettuata da Rapid Eye Movies in DVD nel 2007 e in Blu-ray nel 2010, mentre in Russia il film è stato distribuito da XL media. In Italia l'opera è stata proiettata nelle sale cinematografiche l'11 e 12 aprile 2017 grazie a una collaborazione fra Dynit e Nexo Digital.